# Objetivo (óptica)

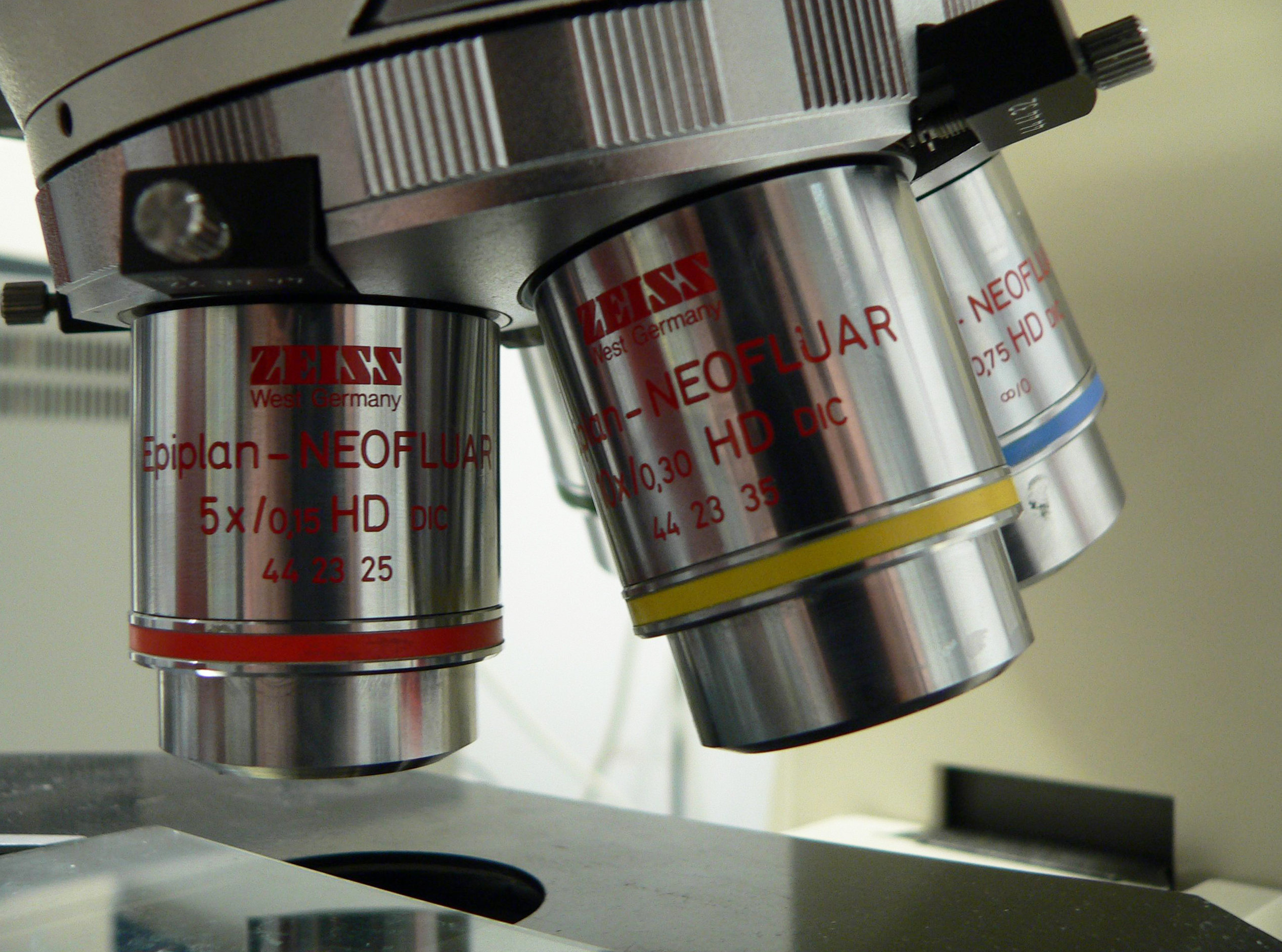
Lentes del objetivo múltiple de un microscopio.

En ingeniería óptica, el objetivo es el elemento que concentra la luz procedente del objeto observado y la enfoca para producir una imagen real. Los objetivos pueden ser una sola lente, un espejo, o combinaciones de varios elementos ópticos. Son utilizados en microscopios, telescopios, cámaras fotográficas, proyectores de diapositivas y muchos otros instrumentos ópticos. Es habitual que la lente del objetivo sea también denominada simplemente como objetivo.

## Tipos

### Microscopio
El objetivo de un microscopio es la lente más próxima a la muestra observada. En su configuración más sencilla,  es una sola lente de aumento de gran potencia, con una distancia focal muy corta. Esto obliga a situarlo muy cerca de la muestra examinada, de modo que la luz recibida se enfoca dentro del tubo del microscopio. El objetivo normalmente es un cilindro que contiene una o más lentes de vidrio, cuya función es captar la luz procedente de la muestra. 
Los objetivos de los microscopios se caracterizan por dos parámetros: el número de aumentos (o magnificación) y la apertura numérica. La magnificación suele alcanzar valores que van desde 4× a 100× aumentos. En combinación con la magnificación del ocular para determinar el aumento global del microscopio; un objetivo de 4× con un ocular 10×, produce una imagen que es 40 veces la medida original del objeto. La apertura numérica para lentes de microscopio normalmente se sitúa entre 0.10 y 1.25, correspondiendo a longitudes focales de aproximadamente 40 mm a 2 mm respectivamente.
Un microscopio típico tiene tres o cuatro objetivos con diferentes magnificaciones, montados sobre un disco que se puede hacer girar para seleccionar la lente requerida. A menudo están identificadas mediante un código de colores para facilitar su uso. La lente menos potente se denomina lente de encuadre, y es típicamente un objetivo 4×. La segunda lente se denomina el objetivo pequeño, y es típicamente una lente 10×. La lente más potente de las tres es el objetivo grande y es típicamente de entre 40× y 100× aumentos. Algunos microscopios utilizan un sistema sistema de inmersión en aceite o en agua, con los que pueden obtenerse aumentos superiores a 100× con aperturas numéricas mayores que 1. Estos objetivos están especialmente diseñados para usarse sumergidos en aceite o agua, que rellenan el espacio entre el objetivo y la muestra, igualando sus propiedades refractivas. Estas lentes dan resoluciones más grandes con magnificaciones elevadas. Pueden conseguirse aperturas numéricas hasta de 1.6 con inmersión en aceite.

### Fotografía e imagen
Los objetivos fotográficos (a veces denominados sencillamente "objetivos") requieren cubrir un plano focal amplio, de modo que suelen incorporar un conjunto de lentes para corregir las distintas aberraciones ópticas. Los proyectores de imagen (como los de vídeo, cine y los proyectores de diapositivas) utilizan objetivos que sencillamente invierten la función de un objetivo fotográfico, con lentes diseñadas para abarcar un plano de imagen amplio y proyectarlo a distancia sobre otra superficie.

### Telescopio
En un telescopio, el objetivo es la lente delantera de los dispositivos refractores o el espejo primario que forma la imagen en los sistemas reflectores o catadióptricos. En un telescopio reflector, la capacidad de enfoque y la resolución angular están en ambos casos directamente relacionadas con el diámetro (o "apertura") de la lente de su objetivo o espejo. Cuanto más grande sea el objetivo, objetos más tenues se podrán observar, y con mayor resolución de sus detalles.

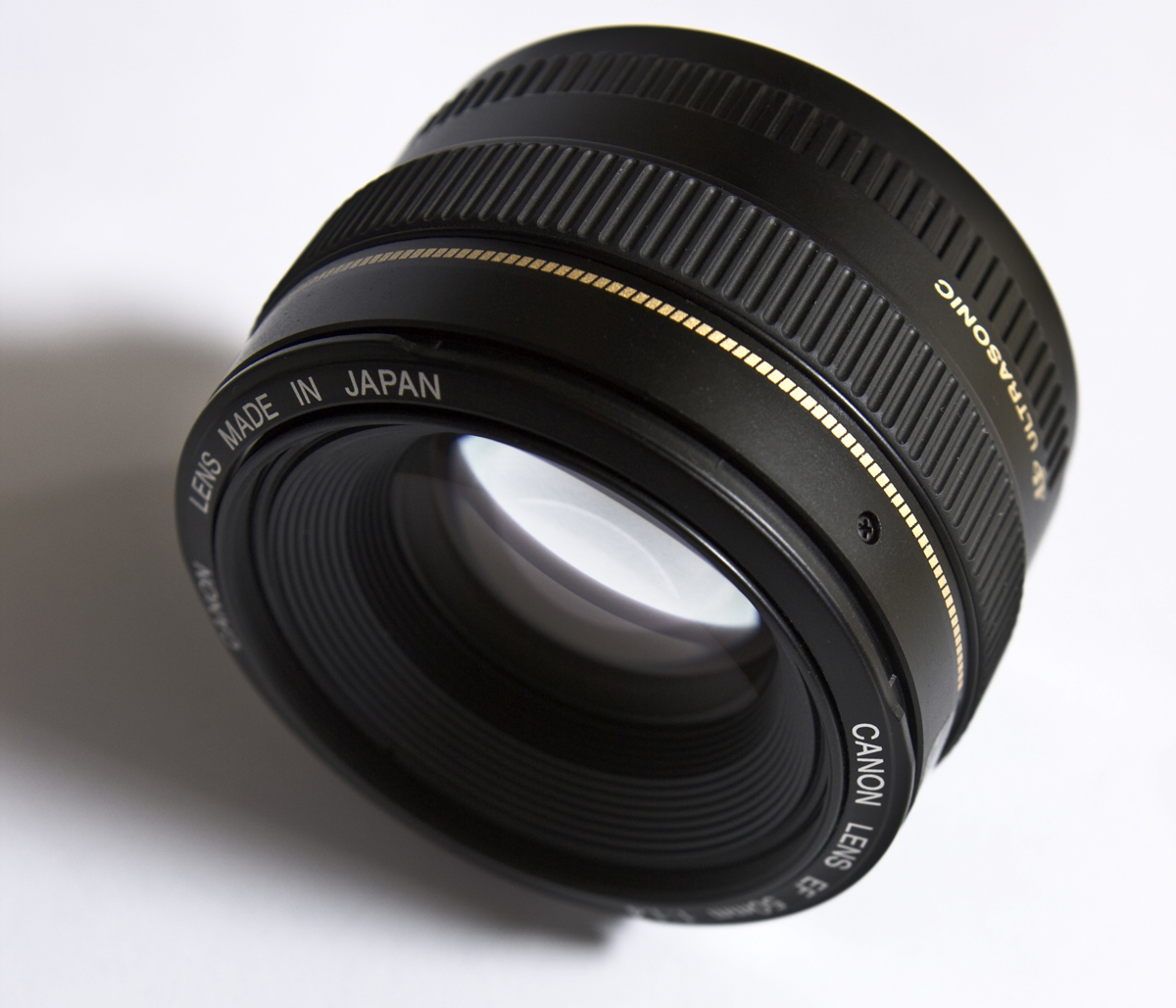
Un objetivo fotográfico, longitud focal 50 mm, apertura 1:1.4
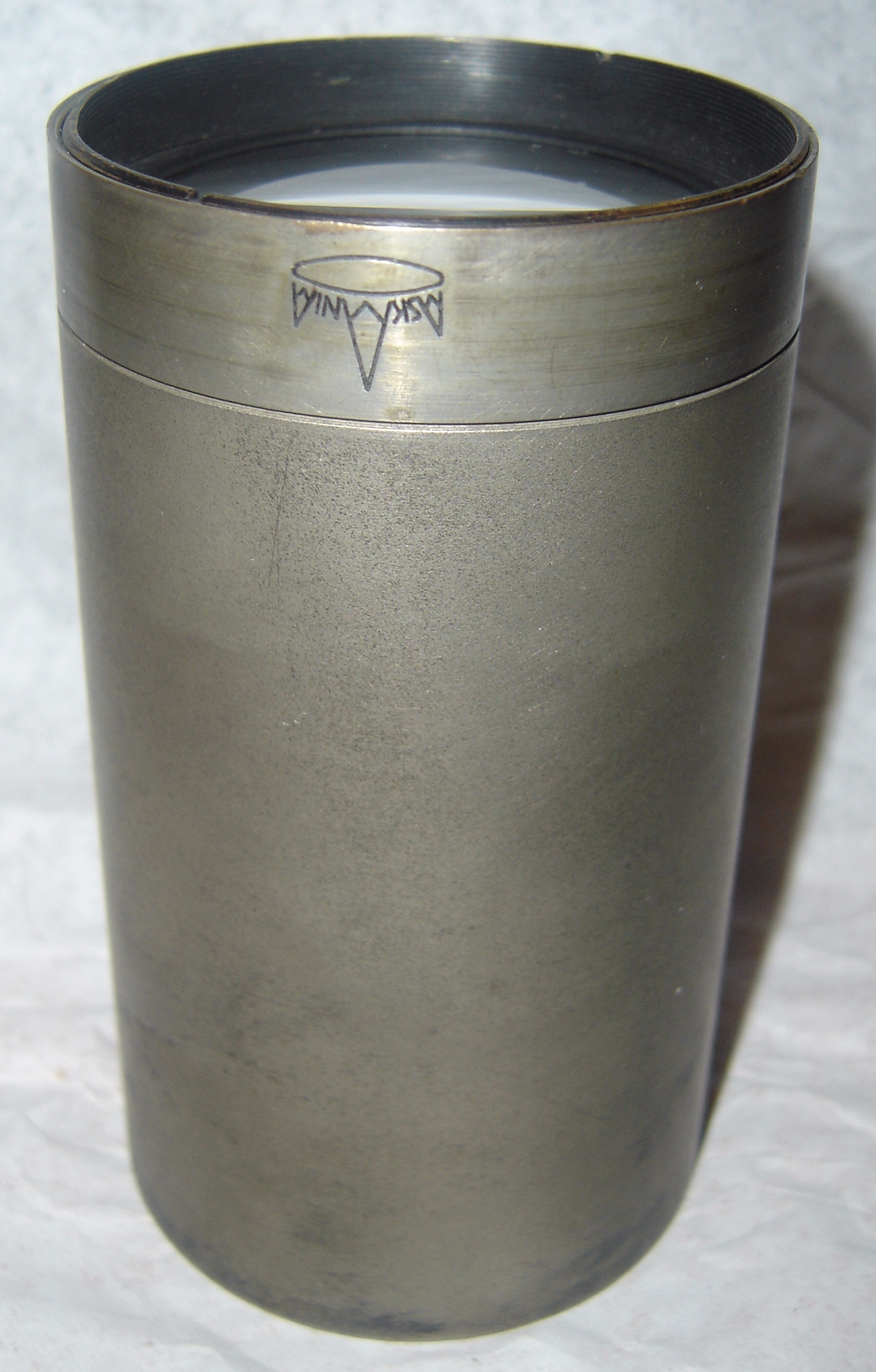
Diastar. Objetivo de proyección de un proyector de película de 35 mm (longitud focal 400 mm).
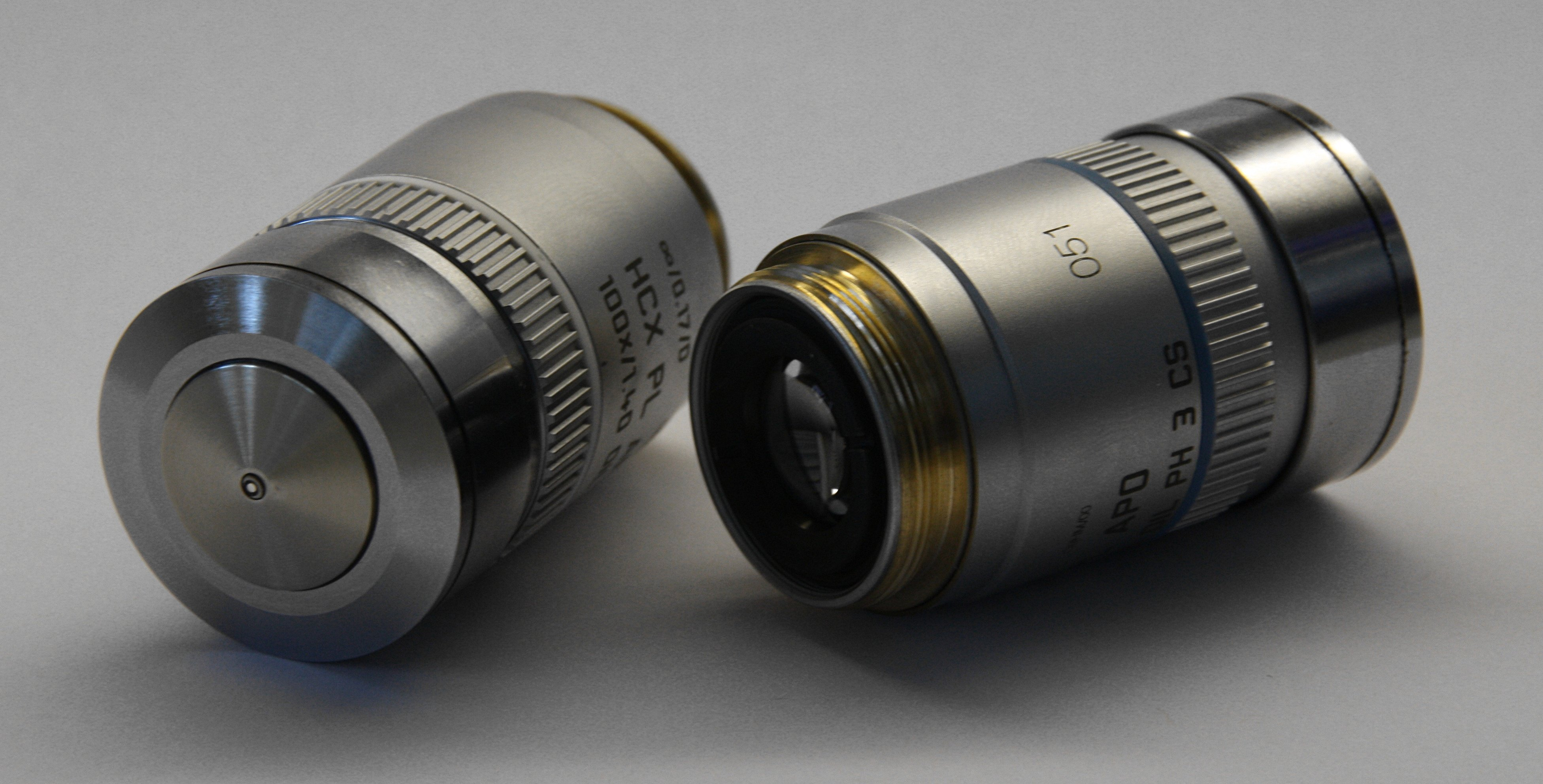
Dos objetivos de microscopio de inmersión de aceite Leica (izquierdo 100×, derecho 40×).
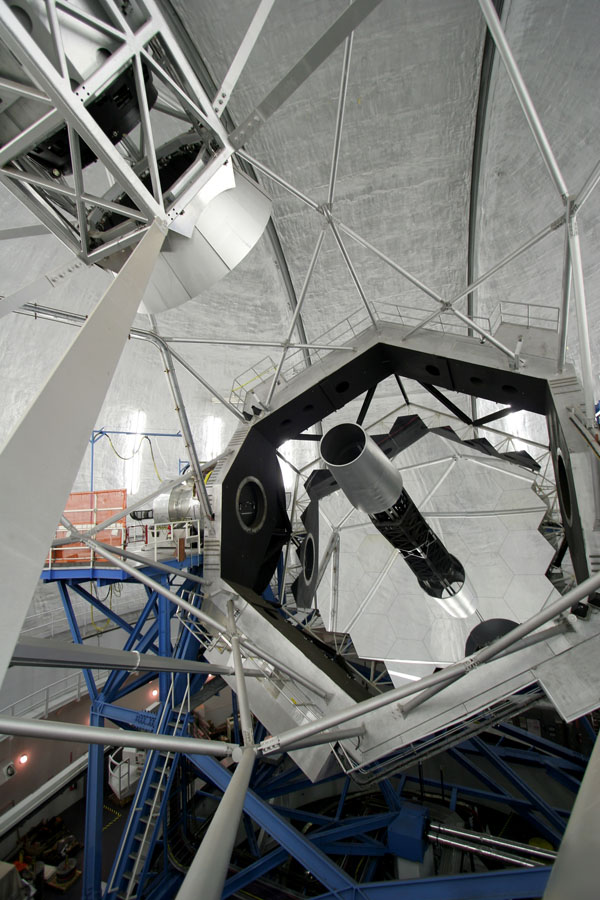
El espejo hexagonal segmentado del objetivo del Telescopio Keck 2.